# 真田カローズ
真田カローズ（さなだカローズ）は、『真田丸』に出演していた3人の俳優によるユニット。

## 経緯
高木渉（小山田茂誠役）、大野泰広（河原綱家役）と、迫田孝也（矢沢三十郎）の3人が、「真田家老ズ」と名乗りイベントへ参加。
矢沢三十郎が、松代藩筆頭家老、小山田茂誠が次席家老、河原綱家が大河ドラマ設定上三席であったため、家老が3人集まって「カローズ」と呼ばれるようになった。
当初は「真田家老ズ」の表記であったが、「2016ファイナル・トークショーin上州真田〜岩櫃より愛をこめて〜」以降、表記は『真田カローズ』となった。
真田丸_(NHK大河ドラマ)放送終了後も「真田カローズ」は解散していない、とトークショーにてリーダーの迫田から発言があった。

## 出演

### イベント
- 真田丸イベント「2016ファイナル・トークショーin上州真田～岩櫃より愛をこめて～」出演（岩櫃ふれあいの郷・コンベンションホール、2016年12月11日）
- カロフェス in TOKYO 2018（2018年9月30日、日暮里サニーホール コンサートサロン）
- 鹿教湯温泉 しあわせポールdeアクティブ ウォーキングフェスタ（2019年11月10日、鹿教湯温泉）

### その他
- 上田電鉄株式会社「別所線全線開通カウントダウン企画」[2][3][4]

## 所属メンバー
- 高木渉
- 大野泰広
- 迫田孝也